# 271 Penthesilea
Penthesilea (asteroide 271) é um asteroide da cintura principal com um diâmetro de 57,93 quilómetros, a 2,7085523 UA. Possui uma excentricidade de 0,0988419 e um período orbital de 1 903,25 dias (5,21 anos).
Penthesilea tem uma velocidade orbital média de 17,1800578 km/s e uma inclinação de 3,53503º.
Esse asteroide foi descoberto em 13 de Outubro de 1887 por Viktor Knorre.
Este asteroide foi nomeado em homenagem à amazona Pentesileia da mitologia grega.